# Dyscerus
Dyscerus är ett släkte av skalbaggar. Dyscerus ingår i familjen vivlar.

## Dottertaxa tillDyscerus, i alfabetisk ordning[1]
- Dyscerus andrewesi
- Dyscerus bispinulus
- Dyscerus cervinus
- Dyscerus consimilis
- Dyscerus cribratus
- Dyscerus cribripennis
- Dyscerus cruciatus
- Dyscerus deminutus
- Dyscerus elongatus
- Dyscerus fletcheri
- Dyscerus fruhstorferi
- Dyscerus furcatus
- Dyscerus insularis
- Dyscerus jordani
- Dyscerus kalshoveni
- Dyscerus lateralis
- Dyscerus linnei
- Dyscerus longiclavis
- Dyscerus macilentus
- Dyscerus malignus
- Dyscerus naso
- Dyscerus notatus
- Dyscerus proximus
- Dyscerus rühli
- Dyscerus sparsus
- Dyscerus sparsutus
- Dyscerus unifasciatus
- Dyscerus virgatus